# Thelionema grande
Thelionema grande là một loài thực vật có hoa trong họ Thích diệp thụ. Loài này được (C.T.White) R.J.F.Hend. miêu tả khoa học đầu tiên năm 1985.